# Syunik, Syunik
Syunik là một đô thị thuộc tỉnh Syunik, Armenia. Dân số ước tính năm 2011 là 1296 người.